# Sigurd Jørgensen
Sigurd Gersdorf Jørgensen (Bergen, 15 december 1887 - Bergen, 14 december 1929) was een Noors turner.
Jørgensen won tijdens de Olympische Zomerspelen 1912 met de Noorse ploeg de gouden medaille in de landenwedstrijd vrij systeem.

## Olympische Zomerspelen
| Jaar | Plaats    | Resultaten        |
| ---- | --------- | ----------------- |
| 1912 | Stockholm | team vrij systeem |